# Kunickie Kozłowskie
Kunickie Kozłowskie – dawna wieś. Tereny na których leżała znajdują się obecnie na Białorusi, w obwodzie witebskim, w rejonie postawskim, w sielsowiecie Kozłowszczyzna.

## Historia
W czasach zaborów w granicach Imperium Rosyjskiego.
W dwudziestoleciu międzywojennym wieś leżała w Polsce, w województwie wileńskim, w powiecie duniłowickim (od 1926 postawskim), w gminie Łuck (od 1927 gmina Kozłowszczyzna).
Według Powszechnego Spisu Ludności z 1921 roku zamieszkiwało tu 98 osób, 84 było wyznania rzymskokatolickiego, 9 prawosławnego a 5 mojżeszowego. Jednocześnie 69 mieszkańców i zadeklarowały polską przynależność narodową, 27 prawosławną a 2 żydowską. Było tu 15 budynków mieszkalnych. W 1931 w 16 domach zamieszkiwało 81 osób.
Miejscowość należała do parafii rzymskokatolickiej w Mosarzu i prawosławnej w Osinogródku. Podlegała pod Sąd Grodzki w Duniłowiczach i Okręgowy w Wilnie; właściwy urząd pocztowy mieścił się w Kozłowszczyźnie.
W 1938 roku miejscowość należała do gromady Borejki gminy Kozłowszczyzna.